# Michelle Jaggard
Michelle Jaggard (née le 6 mai 1969) est une joueuse de tennis australienne, professionnelle du milieu des années 1980 à 1994. Elle est aussi connue sous son nom de femme mariée, Michelle Jaggard-Lai.
En 1999, elle a joué le troisième tour à l'Open d'Australie (battue par Brenda Schultz), sa meilleure performance en simple dans une épreuve du Grand Chelem. 
Michelle Jaggard a remporté trois tournois en double dames sur le circuit WTA pendant sa carrière.

## Palmarès

### Titres en double dames
| No | Date       | Nom et lieu du tournoi                      | Catégorie | Dotation  | Surface    | Partenaire   | Finalistes                  | Score    |          |
| -- | ---------- | ------------------------------------------- | --------- | --------- | ---------- | ------------ | --------------------------- | -------- | -------- |
| 1  | 26/10/1987 | Virginia Slims of Indianapolis Indianapolis |           | 75 000 $  | Dur (int.) | Jenny Byrne  | Beverly Bowes Hu Na         | 6-2, 6-3 | Parcours |
| 2  | 24/07/1989 | OTB Open Schenectady                        | Tier V    | 75 000 $  | Dur (ext.) | Hu Na        | Sandra Birch Debbie Graham  | 6-3, 6-2 | Parcours |
| 3  | 14/11/1994 | P&G Tennis Open Taïwan                      | Tier IV   | 100 000 $ | Dur (ext.) | Rene Simpson | Nancy Feber Alexandra Fusai | 6-0, 7-6 | Parcours |

### Finales en double dames
| No | Date       | Nom et lieu du tournoi                    | Catégorie | Dotation  | Surface    | Vainqueures                    | Partenaire       | Score         |          |
| -- | ---------- | ----------------------------------------- | --------- | --------- | ---------- | ------------------------------ | ---------------- | ------------- | -------- |
| 1  | 05/02/1990 | Fernleaf International Classic Wellington | Tier V    | 75 000 $  | Dur (ext.) | Natalia Medvedeva Leila Meskhi | Julie Richardson | 6-3, 2-6, 6-4 | Parcours |
| 2  | 09/04/1990 | Suntory Japan Open Tokyo                  | Tier IV   | 150 000 $ | Dur (ext.) | Kathy Jordan Elizabeth Smylie  | Hu Na            | 6-0, 3-6, 6-1 | Parcours |

## Parcours en Grand Chelem

### En simple dames
| Année | Open d'Australie | Open d'Australie  | Internationaux de France | Internationaux de France | Wimbledon       | Wimbledon           | US Open         | US Open        |
| ----- | ---------------- | ----------------- | ------------------------ | ------------------------ | --------------- | ------------------- | --------------- | -------------- |
| 1987  | 1er tour (1/64)  | Hu Na             | -                        | -                        | 1er tour (1/64) | Wendy White         | -               | -              |
| 1988  | 2e tour (1/32)   | Melissa Brown     | 1er tour (1/64)          | Masako Yanagi            | 1er tour (1/64) | Hester Witvoet      | -               | -              |
| 1989  | 3e tour (1/16)   | Brenda Schultz    | 2e tour (1/32)           | Nicole Jagerman          | 1er tour (1/64) | Anne Hobbs          | -               | -              |
| 1990  | 1er tour (1/64)  | M.J. Fernández    | 2e tour (1/32)           | Judith Wiesner           | -               | -                   | -               | -              |
| 1991  | 1er tour (1/64)  | Magdalena Maleeva | 1er tour (1/64)          | Katerina Maleeva         | -               | -                   | -               | -              |
| 1992  | 2e tour (1/32)   | Anke Huber        | -                        | -                        | -               | -                   | -               | -              |
| 1993  | 1er tour (1/64)  | Lori McNeil       | 1er tour (1/64)          | Nicole Jagerman          | 1er tour (1/64) | Martina Navrátilová | 1er tour (1/64) | Judith Wiesner |
| 1994  | 1er tour (1/64)  | Naoko Sawamatsu   | 1er tour (1/64)          | Inés Gorrochategui       | -               | -                   | -               | -              |

À droite du résultat, l’ultime adversaire.

### En double dames
| Année | Open d'Australie             | Open d'Australie           | Internationaux de France      | Internationaux de France   | Wimbledon                    | Wimbledon                 | US Open                      | US Open                  |
| ----- | ---------------------------- | -------------------------- | ----------------------------- | -------------------------- | ---------------------------- | ------------------------- | ---------------------------- | ------------------------ |
| 1986  | n/a                          | n/a                        | 1er tour (1/32) C. Vanier     | Bettina Bunge Eva Pfaff    | 2e tour (1/16) Jaime Kaplan  | J. Mundel Van Nostrand    | 1er tour (1/32) I. Kuczyńska | Eva Pfaff A. Temesvári   |
| 1987  | -                            | -                          | 2e tour (1/16) K. Skronská    | Sophie Amiach N. Herreman  | 1er tour (1/32) Sara Gomer   | Jenny Byrne Patty Fendick | -                            | -                        |
| 1988  | 3e tour (1/8) M. Mesker      | M. Bollegraf Sandy Collins | 2e tour (1/16) Helen Kelesi   | N. Herreman P. Paradis     | 2e tour (1/16) K. Horvath    | A. Dechaume E. Derly      | -                            | -                        |
| 1989  | 1er tour (1/32) Louise Field | Patty Fendick Hetherington | 1er tour (1/32) Akemi Nishiya | Jo-Anne Faull R. McQuillan | 2e tour (1/16) Lisa O'Neill  | L. Savchenko N. Zvereva   | 1er tour (1/32) K. Radford   | G. Fernández Robin White |
| 1990  | 2e tour (1/16) Louise Allen  | I. Demongeot C. Tanvier    | 2e tour (1/16) Hu Na          | Mercedes Paz A. Sánchez    | 1er tour (1/32) Hu Na        | Hetherington Robin White  | -                            | -                        |
| 1991  | 3e tour (1/8) Jo-Anne Faull  | G. Fernández Jana Novotná  | 1er tour (1/32) Jo-Anne Faull | Elise Burgin Patty Fendick | 2e tour (1/16) C. Suire      | Kohde-Kilsch Elna Reinach | 2e tour (1/16) Jo-Anne Faull | S. Appelmans C. Benjamin |
| 1992  | 1/4 de finale Kimiko Date    | A. Sánchez Helena Suková   | 2e tour (1/16) Caroline Vis   | G. Fernández N. Zvereva    | 1er tour (1/32) Caroline Vis | Navrátilová Pam Shriver   | 1er tour (1/32) N. Jagerman  | A. Sánchez Helena Suková |
| 1993  | 3e tour (1/8) Kimiko Date    | Hetherington Kathy Rinaldi | 1er tour (1/32) J. Richardson | M. Maleeva                 | 3e tour (1/8) K. Radford     | A. Sánchez Helena Suková  | 3e tour (1/8) Rene Simpson   | Yayuk Basuki Nana Miyagi |
| 1994  | 1er tour (1/32) Rene Simpson | Nicole Arendt K. Radford   | 1er tour (1/32) M. Werdel     | K. Radford J. Richardson   | 2e tour (1/16) M. Werdel     | Yayuk Basuki Nana Miyagi  | 2e tour (1/16) Rene Simpson  | K. Boogert N. Jagerman   |

Sous le résultat, la partenaire ; à droite, l’ultime équipe adverse.

### En double mixte
| Année | Open d'Australie             | Open d'Australie         | Internationaux de France     | Internationaux de France      | Wimbledon                    | Wimbledon                   | US Open | US Open |
| ----- | ---------------------------- | ------------------------ | ---------------------------- | ----------------------------- | ---------------------------- | --------------------------- | ------- | ------- |
| 1987  | 1/4 de finale Shane Barr     | Anne Hobbs Andrew Castle | 1/4 de finale M. Woodforde   | Lori McNeil S. Stewart        | 1er tour (1/32) M. Woodforde | Leila Meskhi A. Olhovskiy   | -       | -       |
| 1988  | 1er tour (1/16) M. Woodforde | Henricksson M. Schapers  | 1er tour (1/32) M. Woodforde | A. M. Fernández P. Chamberlin | 3e tour (1/8) M. Woodforde   | Lori McNeil M. Freeman      | -       | -       |
| 1989  | 1/4 de finale B. Dyke        | Jana Novotná Jim Pugh    | 1er tour (1/32) B. Dyke      | C. Suire Winogradsky          | 3e tour (1/8) B. Dyke        | Van Rensburg Royce Deppe    | -       | -       |
| 1990  | -                            | -                        | 3e tour (1/8) B. Dyke        | C. Suire O. Delaitre          | 2e tour (1/16) B. Dyke       | Zina Garrison Rick Leach    | -       | -       |
| 1991  | 2e tour (1/8) B. Dyke        | R. McQuillan K. Evernden | 2e tour (1/16) B. Dyke       | Mary Pierce Ken Flach         | 1/4 de finale B. Dyke        | Kathy Rinaldi Grant Connell | -       | -       |
| 1992  | -                            | -                        | 1er tour (1/32) Rikard Bergh | C. Suire R. Båthman           | 2e tour (1/16) Mike Briggs   | M. Bollegraf Tom Nijssen    | -       | -       |
| 1993  | 2e tour (1/8) Jacco Eltingh  | E. Smylie J. Fitzgerald  | 2e tour (1/16) Laurie Warder | Rennae Stubbs Sandon Stolle   | -                            | -                           | -       | -       |
| 1994  | -                            | -                        | 3e tour (1/8) Kelly Jones    | L. Neiland A. Olhovskiy       | 1er tour (1/32) M. Barnard   | S. Cecchini Jack Waite      | -       | -       |

Sous le résultat, le partenaire ; à droite, l’ultime équipe adverse.

## Parcours en Coupe de la Fédération
| #                                                                    | Date       | Lieu      | Surface      | Gagnante(s)        | Perdante(s)      | Score         |          |
|                                                                      |            |           |              |                    |                  |               |          |
| 1993 - 2e tour (groupe mondial) - Danemark - Australie - 0 : 3       |            |           |              |                    |                  |               |          |
| 1                                                                    | 21/07/1993 | Francfort | Terre (ext.) | Michelle Jaggard   | Sofie Albinus    | 6-1, 1-6, 6-1 | Parcours |
|                                                                      |            |           |              |                    |                  |               |          |
| 1993 - 1/4 de finale (groupe mondial) - Finlande - Australie - 0 : 3 |            |           |              |                    |                  |               |          |
| 2                                                                    | 22/07/1993 | Francfort | Terre (ext.) | Michelle Jaggard   | Petra Thoren     | 6-3, 6-4      | Parcours |
|                                                                      |            |           |              |                    |                  |               |          |
| 1993 - 1/2 finale (groupe mondial) - Argentine - Australie - 1 : 2   |            |           |              |                    |                  |               |          |
| 3                                                                    | 24/07/1993 | Francfort | Terre (ext.) | Inés Gorrochategui | Michelle Jaggard | 6-4, 6-2      | Parcours |
|                                                                      |            |           |              |                    |                  |               |          |
| 1993 - Finale (groupe mondial) - Espagne - Australie - 3 : 0         |            |           |              |                    |                  |               |          |
| 4                                                                    | 19/07/1993 | Francfort | Terre (ext.) | Conchita Martínez  | Michelle Jaggard | 6-0, 6-2      | Parcours |

## Classements WTA en fin de saison

### En simple
| Année | 1985 | 1986 | 1987 | 1988 | 1989 | 1990 | 1991 | 1992 | 1993 | 1994 |
| Rang  | 213  | 187  | 130  | 140  | 127  | 147  | 198  | 155  | 90   | 120  |

Source : (en) « Classements de Michelle Jaggard », sur le site officiel du WTA Tour

### En double
| Année | 1986 | 1987 | 1988 | 1989 | 1990 | 1991 | 1992 | 1993 | 1994 |
| Rang  | 134  | 86   | 85   | 142  | 54   | 85   | 79   | 100  | 68   |

Source : (en) « Classements de Michelle Jaggard », sur le site officiel du WTA Tour